# فرودگاه بین‌المللی ونکوور
فرودگاه بین‌المللی ونکوور (به انگلیسی: Vancouver International Airport) یک فرودگاه همگانی با کد یاتا YVR است که یک باند فرود بتن دارد و طول باند آن ۳۰۲۹ متر است. این فرودگاه در شهر ونکوور کشور کانادا قرار دارد و در ارتفاع ۴ متری از سطح دریا واقع شده‌است.

## شرکت‌های هواپیمایی و مقصدهای پروازی

A map of all countries served as destinations of Vancouver International Airport (YVR), including future and seasonal destinations.

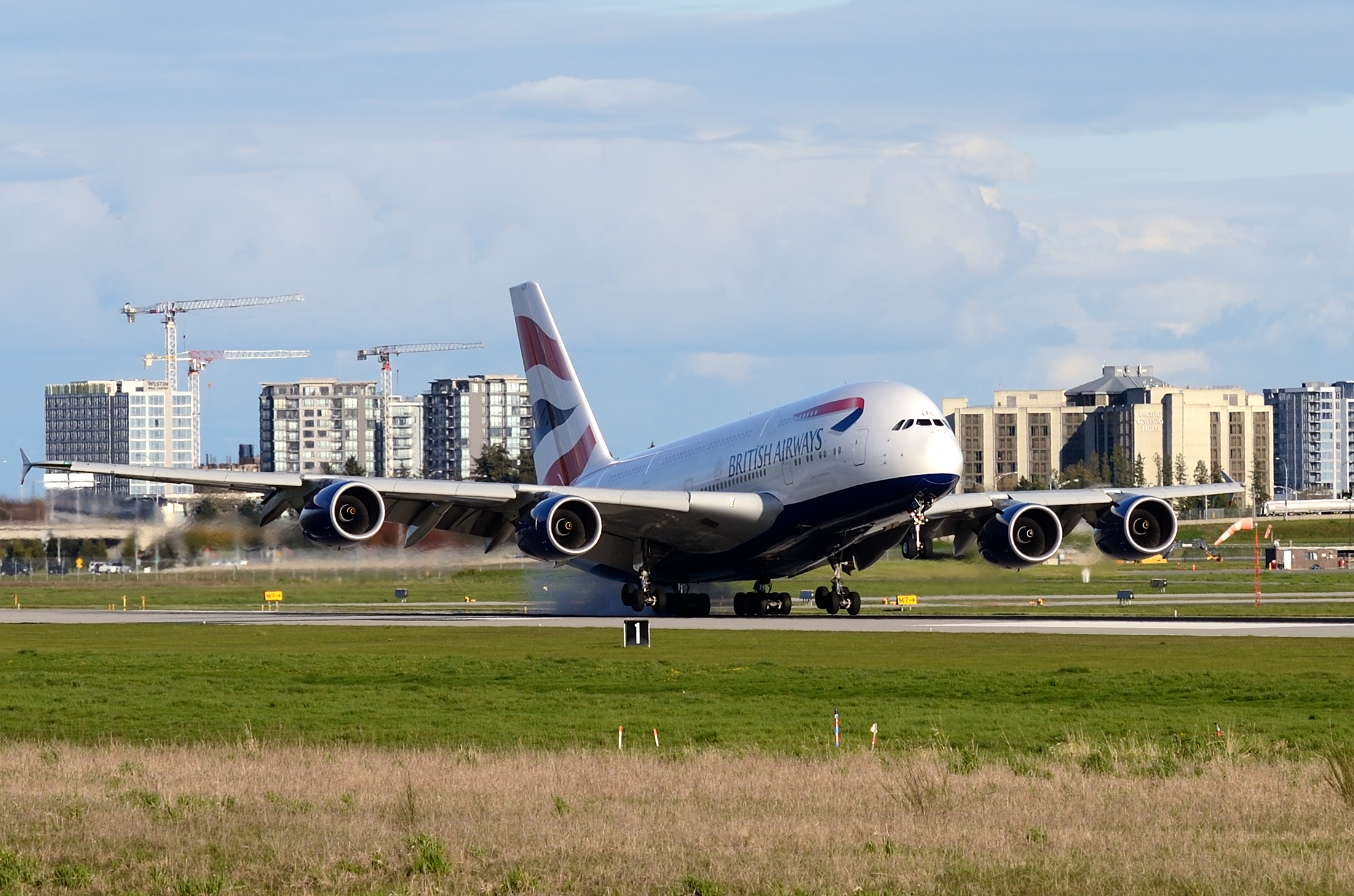
A British Airways Airbus A380 landing on the north runway

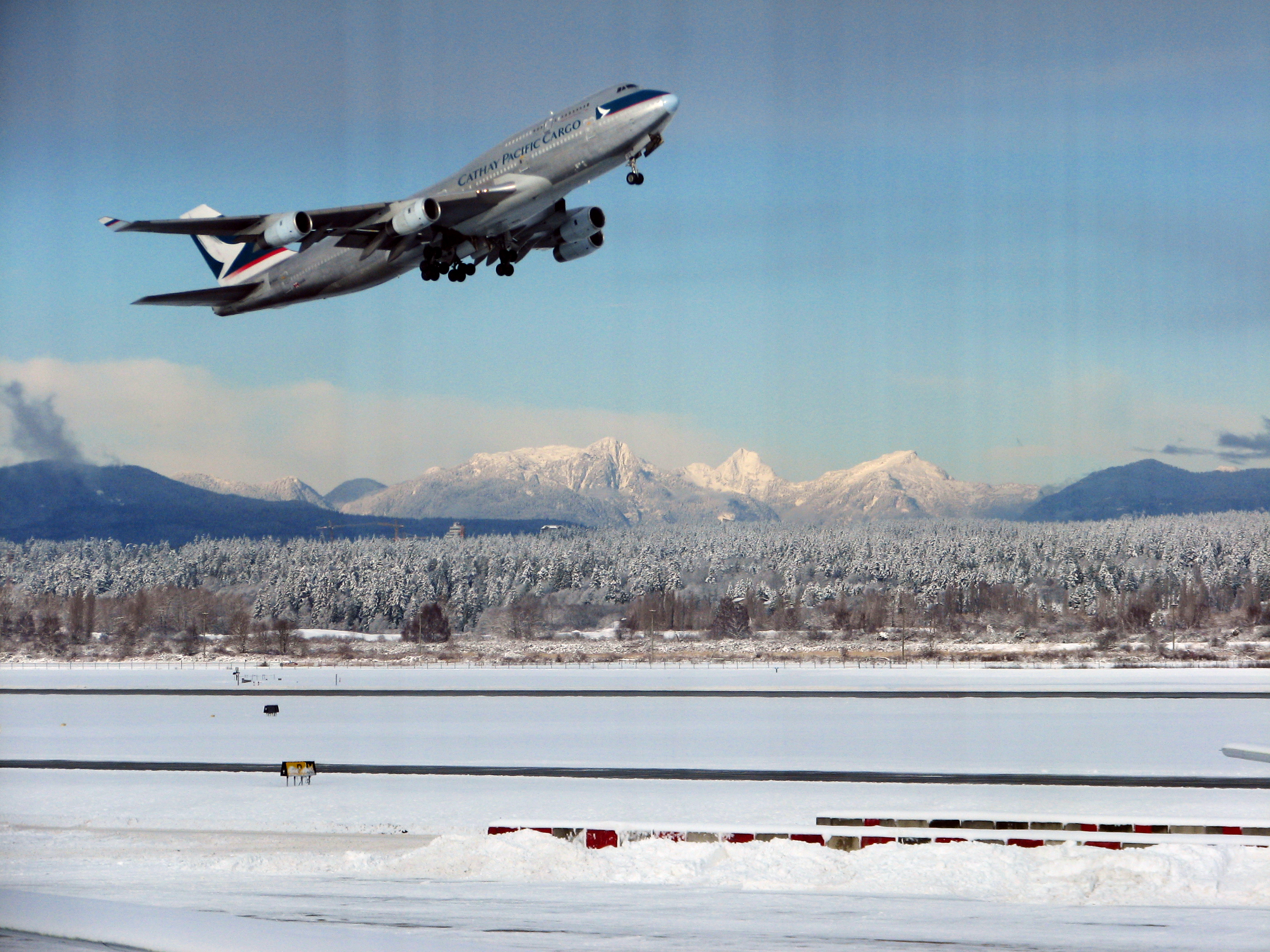
کاتای پاسیفیک Cargo بوئینگ ۷۴۷–۴۰۰ taking off on a snowy day.

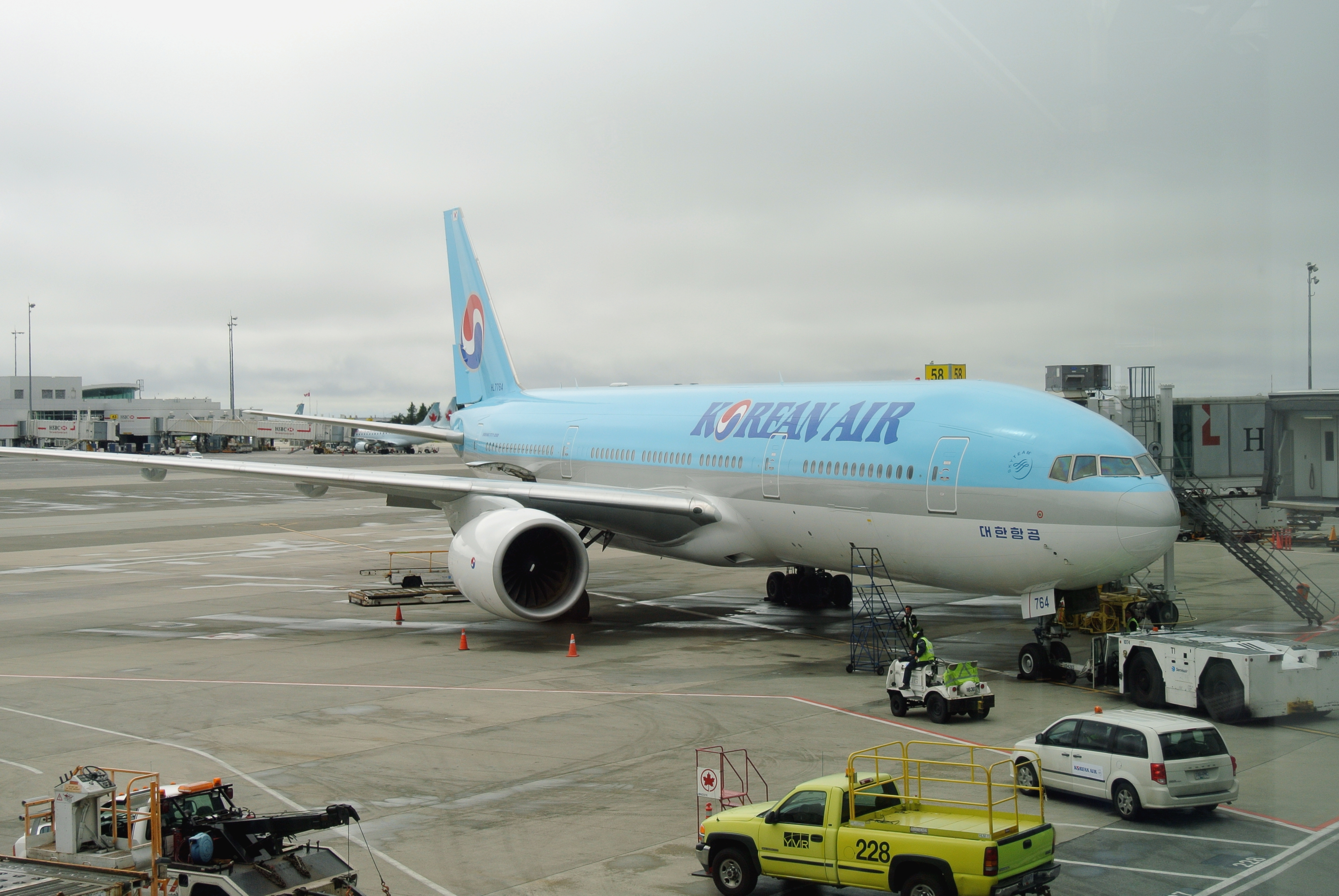
A کورین ایر بوئینگ ۷۷۷ bound to اینچئون being serviced.

### مسافری
| شرکت‌های هواپیمایی                          | مقصدهای پروازی |
| ------------------------------------------ | --- |
| آئرومکزیکو                                 | مکزیکو سیتی |
| ایر کانادا                                 | پکن، بریزبن، کالگری، اوهر شیکاگو، ادمونتون، هنگ کنگ، هیترو لندن، لس‌آنجلس، مونترآل-پییر الیوت ترودو، لیبرتی نیوآرک، مک‌دونالد-کارتیر اتاوا، سانفرانسیسکو، اینچئون، ال آی سی. گوستاو دیاز اورداز (برقراری مجدد از ۱۹ دسامبر ۲۰۱۷)، شانگهای پودنگ، سیدنی، تائویوان تایوان، ناریتا، پیرسون تورنتو، وینیپگ جیمز آرمسترانگ ریچاردسون فصلی: تد استیونز انکوریج، لوگان، ایندیرا گاندی، فرانکفورت، کلونا، ملبورن (آغاز از ۱ دسامبر ۲۰۱۷)                                                                                           |
| Air Canada Express                         | کالگری, محلی وست کوتنی، سی‌اف‌بی کوموکس، کرانبروک/کندین راکیز، دالاس-فورت ورث، دنور، ادمونتون، فورت سینت جان، کملوپس، کلونا، نانایمو، منطقه‌ای پنتیکتون، فینکس اسکای هاربر، پورتلند، پرینس جرج، پرینس روپرت، رجاینا، سن دیه‌گو، سندسپیت، سان خوزه، ساسکاتون جان گ. دیفنبکر، سیاتل-تاکوما، اسمیترس، منطقه‌ای نورث‌وست، ویکتوریا، اریک نیلسون وایتهورس، وینیپگ جیمز آرمسترانگ ریچاردسون فصلی: یلونایف (آغاز از ۱۵ دسامبر ۲۰۱۷)                                                                                                   |
| ایر کانادا روژ                             | بین الملی هونولولو، کاهولوی، مک‌کاران، مکزیکو سیتی فصلی: کانکون، کینتانا رو، دوبلین، ایکستاپا-سیواتانخو، کونا، گاتویک، چوبو سنترایر، اورلاندو (آغاز از ۲۰ دسامبر ۲۰۱۷), کانزای، پام اسپرینگز، فینکس اسکای هاربر، ال آی سی. گوستاو دیاز اورداز (پایان در ۱۵ دسامبر ۲۰۱۷) |
| ایر چاینا                                  | پکن |
| ایر فرانس                                  | شارل دوگل پاریس |
| ایر نیوزیلند                               | اوکلند |
| Air North                                  | کلونا، اریک نیلسون وایتهورس فصلی: دنی آیلند، ماست چارتر: رنو تاهوئه |
| Air Transat                                | کانکون، کینتانا رو، گاتویک، مونترآل-پییر الیوت ترودو، ال آی سی. گوستاو دیاز اورداز فصلی: اسخیپول آمستردام، گلاسگو، باهیاس د هواتولکو، منچستر، شارل دوگل پاریس، پونتا کانا، لوس کابوس، آبل سانتاماریا، پیرسون تورنتو، خوآن گئوآلبرتو گومس |
| Air Transat اجرا توسط Flair Airlines       | ال آی سی. گوستاو دیاز اورداز، لوس کابوس |
| آلاسکا ایرلاینز                            | سیاتل-تاکوما |
| آلاسکا ایرلاینز اجرا توسط هوریزن ایر       | پورتلند، سیاتل-تاکوما |
| آلاسکا ایرلاینز اجرا توسط اسکای‌وست         | فصلی: سیاتل-تاکوما |
| آل نیپون ایرویز                            | هانه‌دا |
| امریکن ایرلاینز                            | دالاس-فورت ورث، لس‌آنجلس، فینکس اسکای هاربر |
| امریکن ایگل                                | لس‌آنجلس |
| بیجینگ کپیتال ایرلاینز                     | هانگجو ژیاشان، کینگدائو لیوتینگ |
| بریتیش ایرویز                              | هیترو لندن |
| Canadian North                             | چارتر: کالگری، سی‌اف‌بی کوموکس، فورت مک‌کی/آلبیان، Fort McMurray، یلونایف |
| کاتای پاسیفیک                              | هنگ کنگ، جان اف کندی |
| Central Mountain Air                       | کمبل ریور، کملوپس, پرینس جرج، کوسنل، دریاچه ویلیامز |
| چاینا ایرلاینز                             | تائویوان تایوان |
| هواپیمایی شرقی چین                         | کونمینگ چانگشوی، نانجینگ لوکو، شانگهای پودنگ |
| هواپیمایی جنوبی چین                        | بایون گوآنگجو، مکزیکو سیتی1 |
| کوندور فلوگدینست                           | فصلی: فرانکفورت |
| Corilair                                   | آبی کمبل ریور |
| دلتا ایرلاینز                              | فصلی: هارتسفیلد-جکسون آتلانتا، متروپولیتن شهرستان وین دیترویت، لس‌آنجلس، مینیاپولیس−سنت پل، جان اف کندی، سالت‌لیک‌سیتی |
| دلتا کانکشن                                | لس‌آنجلس، سالت‌لیک‌سیتی، سیاتل-تاکوما فصلی: مینیاپولیس−سنت پل |
| ادلوایس ایر                                | فصلی: زوریخ |
| اوا ایر                                    | تائویوان تایوان |
| Harbour Air                                | آبی بدول هاربر، آبی گنگ، پایگاه هوایی آبی جزیره ماین، آبی و، ویکتوریا اینر هاربر، آبی بندر نانایمو |
| HeliJet                                    | آبی بندر نانایمو، ویکتوریا اینر هاربر، آبی بندرگاه ونکوور |
| هنگ کنگ ایرلاینز                           | هنگ کنگ |
| ایسلندایر                                  | کفلاویک |
| آیلند اکسپرس ایر                           | ابوتسفورد، نانایمو، ویکتوریا |
| خطوط هوایی ژاپن                            | ناریتا |
| کاال‌ام                                     | اسخیپول آمستردام |
| کورین ایر                                  | اینچئون |
| لوفت‌هانزا                                  | فرانکفورت فصلی: مونیخ |
| North Cariboo Air                          | چارتر: کالگری، ادمونتون، فورت سینت جان، کلونا، ماست، نانایمو، پورت هاردی، سندسپیت، ویکتوریا، دریاچه ویلیامز |
| نورثرن تاندربرد ایر                        | چارتر: مکنزی، پرینس جرج، پرینس روپرت، اسمیترس |
| Orca Airways                               | کوالیکوم بیچ، تافینو، ویکتوریا |
| Pacific Coastal Airlines                   | اناهیم لیک، بلا کولا، کمبل ریور، سی‌اف‌بی کوموکس، کرانبروک/کندین راکیز، ماست، پورت هاردی، پاول ریور، تریل، ویکتوریا، دریاچه ویلیامز |
| فیلیپین ایرلاینز2                          | نینوی آکوئینو، جان اف کندی |
| کانتاس                                     | فصلی: سیدنی |
| R1 Airlines                                | چارتر: بلا بلا، کالگری، سندسپیت |
| Salt Spring Air اجرا توسط Harbour Air      | آبی گنگ، آبی و |
| سن خوان ایرلاینز                           | اناکورتز، بلینگهم، بندر جمعه، صحرایی بویینگ |
| سی‌ایر سی‌پلینز                              | آبی بدول هاربر، آبی گنگ، پایگاه هوایی آبی جزیره ماین، آبی بندر نانایمو، پایگاه هوایی آبی پورت واشینگتن |
| سیچوان ایرلاینز                            | چنگدو شوانگلیو، شنینگ تخین، ژنگژو سین‌ژنگ |
| سان‌وینگ ایرلاینز                           | کانکون، کینتانا رو، ال آی سی. گوستاو دیاز اورداز، لوس کابوس، آبل سانتاماریا، خوآن گئوآلبرتو گومس فصلی: باهیاس د هواتولکو، ایکستاپا-سیواتانخو، ژنرال رافائل بولنا، سنگستر، پونتا کانا، پیرسون تورنتو |
| توفینو ایر                                 | چارتر: تافینو هاربر واتر |
| توفینو ایر اجرا توسط Sunshine Coast Air    | چارتر: آبی بندر نانایمو، سچلت/پرپیس بای واتر |
| توفینو ایر اجرا توسط Gulf Island Seaplanes | Gabriola Island (Silva Bay) |
| یونایتد ایرلاینز                           | اوهر شیکاگو، دنور، جرج بوش، سانفرانسیسکو فصلی: لیبرتی نیوآرک، دالس واشینگتن |
| یونایتد اکسپرس                             | دنور، لس‌آنجلس، سانفرانسیسکو |
| West Coast Air اجرا توسط Harbour Air       | آبی بندر نانایمو، سچلت/پرپیس بای واتر، ویکتوریا اینر هاربر |
| وست جت                                     | کالگری، کانکون، کینتانا رو، ادمونتون، بین الملی هونولولو، کاهولوی، مک‌کاران، لس‌آنجلس، مونترآل-پییر الیوت ترودو، جان وین، پام اسپرینگز، رجاینا، لوس کابوس، ساسکاتون جان گ. دیفنبکر، پیرسون تورنتو، وینیپگ جیمز آرمسترانگ ریچاردسون فصلی: هلفکس استانفیلد، جان سی. منرو همیلتن، باهیاس د هواتولکو (آغاز از ۲۹ اکتبر ۲۰۱۷), کونا، کلونا، لیهوئه، لندن، گاتویک، ژنرال رافائل بولنا، اورلاندو، مک‌دونالد-کارتیر اتاوا، فینکس اسکای هاربر، پرینس جرج، ال آی سی. گوستاو دیاز اورداز، سن دیه‌گو، سانفرانسیسکو، اریک نیلسون وایتهورس |
| WestJet Encore                             | کالگری، ادمونتون، Fort McMurray، فورت سینت جان، کلونا، پرینس جرج، منطقه‌ای نورث‌وست، ویکتوریا |
| Whistler Air اجرا توسط Harbour Air         | چارتر: ویستلر- گرین لیک واتر |
| ژیامن ایرلاینز                             | زیامن گائوچی |

Notes
- ^  China Southern flights between Vancouver and Mexico City are only bookable as international online connecting or stopover traffic only.
- ^  Only one Philippine Airlines flight (PR118 respectively) flies from Vancouver to Toronto. However, Philippine Airlines does not have eighth freedom rights to transport passengers solely between Vancouver and Toronto, and thus only carries passengers traveling between Vancouver and Manila on those flights.

```

```

### باری
| شرکت‌های هواپیمایی                             | مقصدهای پروازی                                                                                   |
| --------------------------------------------- | ------------------------------------------------------------------------------------------------ |
| Ameriflight                                   | کچیکان، پورتلند، صحرایی بویینگ                                                                   |
| Carson Air                                    | کالگری، کملوپس، کلونا                                                                            |
| هواپیمایی جنوبی چین                           | لس‌آنجلس، شانگهای پودنگ                                                                           |
| دی‌اچ‌ال اوییشن اجرا توسط ای‌بی‌ایکس ایر          | کالگری، سینسیناتی/کنتاکی شمالی، صحرایی بویینگ، سیاتل-تاکوما                                      |
| دی‌اچ‌ال اوییشن اجرا توسط Airpac Airlines       | صحرایی بویینگ، سیاتل-تاکوما                                                                      |
| فدکس اکسپرس                                   | ممفیس                                                                                            |
| فدکس اکسپرس اجرا توسط Empire Airlines         | اوکلند، اسپوکن                                                                                   |
| فدکس اکسپرس اجرا توسط Morningstar Air Express | کالگری، ادمونتون، پیرسون تورنتو، ویکتوریا، وینیپگ جیمز آرمسترانگ ریچاردسون                       |
| Orca Airways                                  | کملوپس، کلونا، نانایمو، ویکتوریا                                                                 |
| KF Cargo                                      | کالگری، کملوپس، کلونا، پرینس جرج، ویکتوریا، وینیپگ جیمز آرمسترانگ ریچاردسون                      |
| کورین ایر                                     | دن میگوئل هیدالگو وای کوستیا، اینچئون                                                            |
| Purolator Courier اجرا توسط Cargojet Airways  | کالگری، ادمونتون، جان سی. منرو همیلتن، مونترآل-میرابل، ویکتوریا، وینیپگ جیمز آرمسترانگ ریچاردسون |
| اسکای‌لینک اکسپرس                              | کملوپس، کلونا، نانایمو، پرینس جرج، صحرایی بویینگ، ویکتوریا                                       |
| یوپی‌اس ایرلاینز                               | لوئیویل، صحرایی بویینگ                                                                           |